# PlayStation Meeting 2013
PlayStation Meeting 2013 (рус. Совещание PlayStation 2013) — конференция корпорации Sony в Нью-Йорке, прошедшая 20 февраля 2013 года, на которой была представлена консоль восьмого поколения PlayStation 4. Конференции PlayStation Meeting проходили и в 1999, 2005, 2011 и 2013 годах, на которых были анонсированы PlayStation 2, PlayStation 3 ,  PlayStation 4 и PlayStation Vita.

## История
До официального анонса новая приставка от Sony фигурировала во всех новостях под названием Orbis, ближе к дате анонса появилось ещё одно имя — Thebes. Практически все сходились во мнении, что приставка поступит в продажу в зимние каникулы 2013 года.
Строились различные предположения о том, когда же Sony официально расскажет о своей следующей приставке. Среди возможных больших мероприятий назывались:
- Destination PlayStation (февраль 2013 года), которая в итоге оказалась посвящена будущим играм для приставок PlayStation 3 и PS Vita[7][8];
- Game Developers Conference (март 2013 года)[9];
- E3 2013 с твердым планом Sony выпустить свою новую приставку раньше Microsoft (июнь 2013)[6].

1 февраля 2013 года на официальном сайте Sony появляется информация о мероприятии под названием PlayStation Meeting 2013 (дата проведения: 20 февраля 2013 года), для это на сайте заведена отдельная страница, на которой можно подписаться на новостную рассылку. На странице также размещен видеоролик, в котором главными объектами являются иконки, изображенные на кнопках джойстика DualShock, позже на страницу добавлены ретроспективные обзоры жизни PlayStation, PlayStation 2, PlayStation 3, PSP и PS Vita. Почти никто не сомневается в том, что 20 февраля будет показана PlayStation 4, а под конец и линейки игр для приставок Sony: InFamous/InFamous 2, LittleBigPlanet/LittleBigPlanet 2, Twisted Metal, God of War, Gran Turismo и другие.
Почти ни у кого не возникло сомнения в том, что в ходе данной пресс-конференции будет представлена следующая консоль компании Sony, так как именно на такой же пресс-конференции под названием PlayStation Meeting 2011 в 2011 году была представлена PS Vita.
20 февраля 2013 года в городе Нью-Йорк на PlayStation Meeting 2013 Sony Corporation анонсировала игровую консоль восьмого поколения PlayStation 4.
Анонс новой консоли сделал со сцены руководитель Sony Эндрю Хаус (англ. Andrew House)). После него на сцену вышел главный архитектор консоли PlayStation 4 Марк Серни (англ. Mark Cerny), рассказавший о том, что работы над этой приставкой начались 5 лет назад, то есть в 2007—2008 году, и выдал немного информации об архитектуре и технических характеристиках PS4. Хоть PlayStation 3 и считается успешной консолью, но в следующей итерации Sony хотелось как можно меньше препятствовать взаимодействию разработчиков и железа, поэтому PlayStation 4 было решено создавать из уже существующих комплектующих, чтобы разработка под неё мало чем отличалась от разработки для PC. Единственными точными данными, сообщенными о консоли, стал объём оперативной памяти — 8Гб..
В качестве демонстрации высокой производительности PlayStation 4 показана работа движков Unreal Engine 4 и Havok Physics.
Отдельный акцент сделан на том, что для PlayStation 4 был полностью переделан GUI, в котором было решено полностью отказаться от использования XrossMediaBar (первым знаком отказа от данной концепции было отсутствия XrossMediaBar уже в PS Vita).
Сама консоль так и не была показана (что было замечено Microsoft), но представитель Sony показал новый DualShock 4 и сообщил, что приставка будет поставляться в комплекте со стерео-камерой. Официальные изображения данных аксессуаров выложены на официальный сайт Sony после окончания презентации. Решение отказаться от демонстрации внешнего вида PlayStation 4 президент Sony Worldwide Studios объяснил тем, что компания хотела обратить внимание публики на ключевые нововведения, предлагаемые Sony, — новый контроллер и кнопка Share, а внешний вид консоли показать позже, чтобы никто не заскучал, ожидая её поступления в продажу (там же он отметил, что сам не видел вживую PS4, а DualShock 4 увидел за день до официальной презентации). Другой представитель компании заявил, что внешний вид вообще не так важен, важно то, какие задачи предлагаемое решение может выполнять.
Объявлена поддержка PlayStation 4 огромным количеством игровых студий и издателей (в выпущенном пресс-релизе перечислено 149 названий компаний партнёров).
Руководитель Gaikai Дейв Перри (англ. Dave Perry) анонсировал интеграцию облачных сервисов с PlayStation 4: в скачиваемые игры и демо из PlayStation Store на PlayStation 4 можно будет начать играть сразу же, так как будет использовать потоковая технология и игроку не нужно будет ждать пока игра скачается полностью. При желании процесс игры можно перенести с PlayStation 4 на PS Vita и продолжить играть в ту же самую игру уже на карманной консоли. Обратной совместимости с играми для приставок предыдущих поколений Sony, как и предполагалось, не будет, но зато появится возможность играть в подобные игры «из облака». Использование технологий Gaikai позволит игрокам наблюдать на своем экране за тем, как играет кто-то другой, и даже более — возможность получить управление персонажем игры, в которую играет другой человек.
Специальные приложения для Android и iOS позволят пользователям смартфонов и планшетов взаимодействовать с PlayStation Network без использования консоли: доступна возможсноть покупать игры и какие-то ещё функции.

## Участники PlayStation Meeting 2013
Список возможных участников состоял из: Guerrilla Games (разрабатывает серию Killzone), студии, раньше работавшей над игрой Blur, Ivory Tower, Evolution Studios (отвечает за серию MotorStorm и участие косвенно подтверждается поведением представителей студии в социальных сетях).
Ожидался анонс игр Final Fantasy Versus XIII (представитель Square Enix и по совместительству продюсер игры Final Fantasy Versus XIII Синдзи Хасимото (англ. Shinji Hashimoto) прибывает в Нью-Йорк за день до PlayStation Meeting 2013) и The Last Guardian для PlayStation 4, накануне стало известно, что для PlayStation 3 этих игр не будет. В качестве дополнения рассматривался анонс PS Vita, поддерживающая работу в 4G-сетях, — PS Vita 4G (7 февраля 2013 года Sony подала заявку на патент для версии PS Vita с HDMI выходом и USB разъемами).
Список актуальных участников и представленные игры, которые будут готовы к запуску PlayStation 4 в продажу:
- Quantic Dream (представитель: Дэвид Кейдж (англ. David Cage)): никакой проект не был анонсирован, показано техническое демо возможностей PlayStation 4[42];
- Ubisoft (представитель: Ив Гильмо (англ. Yves Guillemot) и Джонатан Морин (англ. Jonathan Morin)[43]): показан новый отрывок геймплея игры Watch Dogs, подтверждено, что игра будет доступна сначала на PlayStation 4, а потом для остальных платформ[44][45] (но изначально игра разрабатывается для PC, а только потом будет портирована на консоли[46]);
- Square Enix (представители: Ёсихиса Хасимото (англ. Yoshihisa Hashimoto) и Синдзи Хасимото (англ. Shinji Hashimoto)): показано техническое демо движка Luminous Engine и обещано что-то особенное на выставке E3 2013[47];
- Sucker Punch Productions: анонсирована эксклюзивная для PlayStation 4 игра Infamous: Second Son, показан тизер[48] с элементами игрового процесса[49];
- Джонатан Блоу (англ. Jonathan Blow): представил свою игру The Witness (впервые показана в 2011 году[50]), которая будет дебютировать на PlayStation 4[51] и по заявлению автора будет работать быстрее чем на PC[52];
- Capcom (представитель Ёсинори Оно (англ. Yoshinori Ono)): показана техническая дема движка Panta Rhei (следующий этап развития MT Framework), на котором создаётся проект под кодовым названием Deep Down (ожидается, что прототип вырастет в Dragon's Dogma 2[53]) для нового поколения консолей[54];
- Evolution Studios: показано демо эксклюзивной для PlayStation 4 игры Driveclub[55];
- Media Molecule: представлен безымянный проект только для PlayStation 4, сутью которого является возможность создания 3D-объектов при помощи контроллера PS Move (это было первым подтверждением того, что PlayStation 4 поддерживает работу с PS Move)[56];
- Guerrilla Games: представлена следующая эксклюзивная для PlayStation 4 игра серии Killzone, показан игровой процесс — Killzone: Shadow Fall[57];
- Sony Computer Entertainment (представитель Марк Серни (англ. Mark Cerny)): показан игровой процесс разрабатываемого платформера Knack[58], продемонстрирована возможность удаленной игры на PS Vita[59]. Возможность использования PS Vita в качестве второго игрового устройства достигается использованием технологий Gaikai[60];
- Blizzard Entertainment (представитель Крис Метцен (англ. Chris Metzen)): анонсирован выход игры Diablo III на PlayStation 4 и PlayStation 3[61];
- Bungie (представитель Эрик Хиршбер (англ. Eric Hirshberg)): анонсирована игра Destiny для PlayStation 4, продемонстрировано небольшое демо[62].